# Mycale stephensae
Mycale stephensae är en svampdjursart som beskrevs av Samaai och Gibbons 2005. Mycale stephensae ingår i släktet Mycale och familjen Mycalidae. Inga underarter finns listade i Catalogue of Life.